# Науковий закон
Науко́вий зако́н — вербальне та/або математично виражене твердження, що має докази (на відміну від аксіоми), яке описує співвідношення, зв'язки між різними науковими поняттями, встановлені шляхом індукції або дедукції, і визнане на даному етапі науковим співтовариством таким, що узгоджується з іншими науковими законами. Неперевірене наукове твердження, припущення або здогад називають гіпотезою.
Науковий закон — об'єктивний, постійний і необхідний взаємозв'язок між предметами, явищами або процесами, що випливає з їх внутрішньої природи, сутності; закономірність. Існують три основні групи законів:
- специфічні (частинні), наприклад, закон додавання швидкостей у механіці;

- загальні для великих груп явищ, наприклад, закон збереження та перетворення енергії;
- загальні або універсальні.

Закономірності можуть описуватися аналітичними та емпіричними рівняннями.